# Хънтингтън (Западна Вирджиния)
Вижте пояснителната страница за други значения на Хънтингтън.
Хънтингтън (на английски: Huntington) е град в щата Западна Вирджиния, САЩ. Хънтингтън е с население от 47 079 жители (по приблизителна оценка за 2017 г.), което го прави втория по население град в щата.
Има обща площ от 46,60 км² (18 мили²) и е разположен на 252 м (827 фута) надморска височина. Оснаван е през 1785 г., а получава статут на град през 1871 г.